# Kegelrad-Achsgetriebe
Kegelradgetriebe sind Achsgetriebe, die unter einem Winkel, dem Achswinkel (meist 90°) Drehmomente übertragen. Die zentralen Maschinenelemente sind dabei das Antriebskegelrad (Ritzel) und das Tellerrad (Rad).
Zu unterscheiden sind Kegelräder ohne Achsversatz, die gerade- oder spiralverzahnt sein können und Kegelräder mit Achsversatz (Hypoidkegelräder).
Hauptanwender von Kegelrädern mit Achsversatz ist die Automobilindustrie bei Fahrzeugen, bei denen die Achse über eine Kardanwelle (Längswelle) angetrieben wird. Dazu zählen vor allem Fahrzeuge mit Frontmotor und Hinterachsantrieb (fast alle LKW, einige PKW). Nutzfahrzeuge haben häufig beim Achsantrieb Kegelräder mit Spiralverzahnung.

## Vorteile der Hypoidkegelräder gegenüber den Spiralkegelrädern
- Größere Laufruhe, leiserer Lauf, da eine größere Anzahl von Zähnen gleichzeitig miteinander im Eingriff ist („Sprungüberdeckung“).
- höhere Belastbarkeit, da der Durchmesser und die Zahnbreiten des Antriebskegelrades größer sind.
- Vorteile im Bauraum, da die Achsen von Tellerrad und Kegelritzel nicht in einer Ebene liegen („windschief“). Dadurch kann bei Fahrzeugen mit Frontmotor und angetriebener Hinterachse die Antriebswelle weiter unten in das Hinterachsgetriebe eingebaut werden. Daraus ergibt sich eine geringere Höhe für den Kardantunnel. Die abwälzenden Zahnflanken von Kegelrädern gleiten lediglich in Fuß-Kopfrichtung, wobei hier analog zu Stirnrädern auf der Teillinie (auch Teilkegel) ein echtes Rollen ohne Gleitbewegung auftritt.

Gängiger Achsversatz
- im Bereich PKW: 10 % bis 25 % (bzgl. Tellerraddurchmesser)
- im Bereich LKW, Bus: 8 % bis 12 % (bzgl. Tellerraddurchmesser)

## Nachteile der Hypoidkegelräder gegenüber den Spiralkegelrädern
- schlechterer Wirkungsgrad als Spiralkegelräder, daraus folgend höhere Gleitgeschwindigkeiten und kritischere Wärmeabfuhr, weshalb beispielsweise im Rennsport fast ausschließlich Spiralkegelräder zum Einsatz kommen
- Wegen der höheren Temperaturen eine geringere Sicherheit gegen die Schadensart Fressen. Durch den Achsversatz entstehen beim Abwälzen der Zahnflanken außer dem Gleiten in Fuß-Kopfrichtung, ein Längsgleiten in Richtung Zehe-Ferse. Hypoidräder haben im Allgemeinen höhere Relativgeschwindigkeiten in Fuß-Kopfrichtung als Kegelräder. In Verbindung mit dem zusätzlichen Längsgleiten entstehen mehr Reibungsverluste. Daher haben Hypoidgetriebe einen schlechteren Wirkungsgrad als Kegelradgetriebe. Das Material für Hypoidgetriebe unterliegt erhöhten Qualitätsanforderungen und sie müssen in der Regel mit Hypoidölen geschmiert werden, das sind Getriebeöle mit speziellen Additiven.

## Verzahnungsarten
Am häufigsten verbreitet sind Kegelräder mit einem Kreisbogen (Gleason) oder einer verlängerten Epizykloide (Oerlikon, Klingelnberg-Zyklo-Palloid-Verfahren) als Zahnlängskurve. Es existiert jedoch auch ein Verfahren, bei dem die Zahnlängskurve eine Evolvente ist (Klingelnberg-Palloid-Verfahren).

### Gleason-Kreisbogenverzahnung
- Die Zahnlängsform sind Teile eines Kreisbogens.
- Die Zahnrücken werden von innen nach außen breiter
- Die Zahnhöhen werden nach innen kleiner,
- Die Herstellung erfolgt im sog. Einzelteilverfahren, d. h., die Zahnlücken werden einzeln nacheinander erzeugt.

### Oerlikon und Klingelnberg (Epizykloid-)Verzahnung
- Die Zahnlängsform ist ein Teil einer verlängerten Epizykloide
- Die Zahnrücken werden von außen nach innen schmaler.
- Die Zahnhöhe ist über die gesamte Zahnbreite konstant.
- Die Herstellung erfolgt im sog. kontinuierlichen Teilverfahren, d. h. die Zahnlücken werden in einem Prozess gleichzeitig erzeugt.

### Klingelnberg-Palloid-Verzahnung
- Die Zahnform entspricht dem Abschnitt einer Spirale.
- Die Zahnrücken sind innen und außen gleich breit
- Die Zahnhöhe ist über die gesamte Zahnbreite konstant.